# 1233
1233 (MCCXXXIII) fue un año común comenzado en sábado del calendario juliano.

## Acontecimientos
- En junio, dos trombas de agua se levantan ante las costas del sur de Inglaterra. Es el segundo tornado registrado en la Historia de Europa.
- En Roma (Italia), el papa Gregorio IX prohíbe que los judíos empleen sirvientes cristianos.
- En Portugal comienza el reinado de Sancho II.
- En Castilla, Fernando III inicia el sitio de la ciudad de Úbeda que culmina con su capitulación.
- Las tropas castellanas sitian la ciudad de Peñíscola, en manos de los musulmanes.
- El emperador Federico II Hohenstaufen (1194-1250), entrega la ciudad de San Severo, que se había rebelado contra él, a los Templarios.
- En Bagdad (Irak), el rey Al-Mustansir I (1192-1242) inaugura la madrasa (escuela religiosa) Al-Mustansiriyah, más tarde Universidad Mustansiriya.
- España. Toma de Morella por Jaime I.

## Nacimientos
- Al-Nawawi, escritor sirio (f. 1277).

## Fallecimientos
- 1 de marzo: Tomás I, aristócrata saboyano (n. 1176).
- 25 de marzo: Alfonso II, rey portugués.
- Aedh mac Ruaidri Ó Conchobair, rey irlandés desde 1228.
- Bohemundo IV de Antioquía, aristócrata francés (n. 1172).
- Ali ibn al-Athir, historiador kurdo (n. 1160).